# Arin Ilejay
Richard Arin Ilejay (Ventura, 17 febbraio 1988) è un batterista statunitense. Ha fatto parte della band heavy metal statunitense Avenged Sevenfold come membro ufficiale dal 9 agosto 2013 al 23 luglio 2015, dopo due anni passati come membro di supporto, sostituendo Mike Portnoy.
È stato anche batterista della band metalcore americana Confide.

## Primi anni di vita
Arin Ilejay è nato a Ventura, in California. Entrambi i genitori di Arin sono musicisti, infatti il padre, Ric Ilejay, è un chitarrista professionista e la madre, Charlotte Tuttle, di origine olandese, è una cantante gospel.
Arin Ilejay ha iniziato a suonare la batteria all'età di nove anni.

## Avenged Sevenfold
A seguito della scomparsa del batterista The Rev nel dicembre del 2009 e della sua temporanea sostituzione per l'album Nightmare da parte di Mike Portnoy, l'anno successivo, gli Avenged Sevenfold decisero di ingaggiare Ilejay come nuovo batterista.
Nel gennaio 2011 la band ha pubblicato la seguente dichiarazione:
Il primo lavoro degli A7X che vede partecipe Ilejay è Not Ready to Die, registrata come colonna sonora della mappa zombie "Call of the Dead" del videogioco Call of Duty: Black Ops e pubblicata come singolo il 2 maggio 2011 e l'anno successivo registra, stavolta per Call of Duty: Black Ops II, la canzone Carry On. In questo capitolo della serie compaiono gli stessi Avenged Sevenfold che, alla fine della campagna, suonano la canzone con due personaggi del videogioco, Menendez e Woods; Ilejay però non vi compare, sostituito alla batteria proprio da quest'ultimo.
Nell'agosto 2013 entra ufficialmente a far parte della band. Poche settimane dopo, il 27 agosto, pubblica il suo primo lavoro con gli Avenged Sevenfold, Hail to the King.
Il 23 luglio 2015 viene dato l'annuncio della sua uscita dalla formazione.
Dal 2016 entra a far parte della band Islander, ma ne esce l'anno successivo.

## Vita privata
Dopo un anno insieme, nell'estate del 2013 Arin si è sposato con Kimberly Andrade. La coppia ha avuto una bambina.

## Discografia

### Con i Confide
- 2008 - Shout the Truth
- 2009 - Shout the Truth (re-issue)

### Con gli Avenged Sevenfold
- 2013 - Hail to the King

### Con Islander
- 2016 - Power Under Control

## Strumentazione
Arin Ilejay usa due tipi diversi di Batteria, DW e PDP con piatti Zildjian
- Cassa 18x22"
- Cassa 18x22"
- Tom 8x8"
- Tom 8x10"
- Tom 10x12"
- Timpano 16x16"
- Timpano 16x18"
- Rullante 4x14"
- DW 9000 Double Pedal
- Hardware 9000 series

Piatti
- 14" custom hi hat bottoms (x2 as hi-hats)
- 10" fx oriental trashformer splash
- 10" A custom splash/12" fx oriental trashformer splash (stacked)
- 14" fx oriental china "trash"
- 19" A custom projection crash (x2)
- 20" A custom crash (x2)
- 20" A custom rezo crash
- 20" Z3 medium crash
- 21" Z3 mega bell ride
- 22" A custom ride (x2)
- 20" Z3 china (x2)

Bacchette
- Pro Mark modello 5B